# Аквитанија
Аквитанија (фр. Aquitaine, окс. Aquitània, баск. Akitania) је бивши регион у југозападној Француској уз Атлантски океан и планински венац Пиринеја на граници са Шпанијом.

## Географија
Аквитанија заузима површину од 41.400 km² (7% површине целе Француске). Регион је окружен на југу са Шпанијом, на истоку са регионом Средишњи Пиринеји, на северу са Поату-Шарантом и Лимузеном, и на западу са Бискајским заливом. Важнији градови у Аквитанији су Бордо, По и Ажен.